# Bułgaria na Zimowych Igrzyskach Olimpijskich 1960
Bułgarię na Zimowych Igrzyskach Olimpijskich 1960 reprezentowało 7 zawodników.

## Reprezentanci

### Biegi narciarskie

#### Kobiety
| Zawodnik         | Konkurencja             | Czas    | Pozycja | Źródło |
| ---------------- | ----------------------- | ------- | ------- | ------ |
| Krystana Stoewa  | 10 km stylem klasycznym | 41:44.0 | 9.      | [ 1 ]  |
| Nadeżda Wasilewa | 10 km stylem klasycznym | 44:32.8 | 19.     | [ 1 ]  |
| Roza Dimowa      | 10 km stylem klasycznym | 45:45.8 | 22.     | [ 1 ]  |

#### Mężczyźni
| Zawodnik      | Konkurencja              | Czas      | Pozycja | Źródło |
| ------------- | ------------------------ | --------- | ------- | ------ |
| Stefan Mitkow | 15 km techniką klasyczną | 56:55.4   | 33.     | [ 2 ]  |
| Stefan Mitkow | 30 km techniką klasyczną | 2:03:54.3 | 31.     | [ 3 ]  |
| Stefan Mitkow | 50 km techniką klasyczną | 3:26:32.5 | 22.     | [ 4 ]  |

### Narciarstwo alpejskie

#### Mężczyźni
| Zawodnik              | Konkurencja   | 1. przejazd | 1. przejazd | 2. przejazd | 2. przejazd | Suma czasów      | Pozycja          | Źródło |
| Zawodnik              | Konkurencja   | Czas        | Pozycja     | Czas        | Pozycja     | Suma czasów      | Pozycja          | Źródło |
| --------------------- | ------------- | ----------- | ----------- | ----------- | ----------- | ---------------- | ---------------- | ------ |
| Georgi Waroszkin      | Zjazd         | 2:20.0      | 29.         | —           | —           | 2:20.0           | 29.              | [ 5 ]  |
| Georgi Dimitrow       | Zjazd         | 2:20.2      | 30.         | —           | —           | 2:20.2           | 30.              | [ 5 ]  |
| Aleksandyr Szałamanow | Zjazd         | 2:29.0      | 47.         | —           | —           | 2:29.0           | 47.              | [ 5 ]  |
| Georgi Waroszkin      | Slalom gigant | 2:01.0      | 29.         | —           | —           | 2:01.0           | 29.              | [ 6 ]  |
| Georgi Dimitrow       | Slalom gigant | 2:02.9      | 30.         | —           | —           | 2:02.9           | 30.              | [ 6 ]  |
| Aleksandyr Szałamanow | Slalom gigant | 2:07.0      | 37.         | —           | —           | 2:07.0           | 37.              | [ 6 ]  |
| Georgi Dimitrow       | Slalom        | 1:16.9      | 19.         | 1:08.2      | 18.         | 2:25.1           | 18.              | [ 7 ]  |
| Georgi Waroszkin      | Slalom        | 1:21.3      | 31.         | 1:26.2      | 33.         | 2:47.5           | 29.              | [ 7 ]  |
| Aleksandyr Szałamanow | Slalom        | DQ          | DQ          | NQ          | NQ          | Nieklasyfikowany | Nieklasyfikowany | [ 7 ]  |